# 匙羹藤
匙羹藤（学名：Gymnema sylvestre），是夾竹桃科匙羹藤属的植物。分布于非洲、印度、印度尼西亚、澳大利亚、台湾、越南以及中国大陆的福建、浙江、云南、广东、广西等地，生长于海拔100米至1,300米的地区，一般生于山坡林中及灌木丛中，目前尚未由人工引种栽培。

## 别名
狗屎藤、羊角藤（广东）；金刚藤、蛇天角、钣勺藤、小羊角扭（广西）；武靴藤、乌鸦藤（福建）

## 异名
- Gymnema alterniflorum (Lour.) Merr.

## 化学成分
- 皂苷类

含有齐墩果烷型皂苷Gymnemic acidⅠ～ⅩⅧ 、Gymnema saponinⅠ～Ⅴ、达玛烷型皂苷GymnimasideⅠ～Ⅶ 、GypenosideⅩⅩⅧ 、ⅩⅩⅩⅦ 、LⅤ 、LⅩⅡ 和LⅩⅢ等一系列三萜皂苷类化合物。
- 甾醇类

含有芸苔甾醇、谷甾醇、β – 谷甾醇、牛弥菜醇A等化合物。
- 其他成分

含多肽、果胶、黄酮、生物碱以及铜等微量元素。

## 外部連結
- 匙羹藤 Chigengteng（页面存档备份，存于） 藥用植物圖像數據庫 (香港浸會大學中醫藥學院) （繁體中文）（英文）
- 匙羹藤 Gymnema匙羹藤专业知识平台